# چانگ یانگ-فا
چانگ یانگ-فا (انگلیسی: Chang Yung-fa) (زاده ۱۹۲۷-درگذشته ۲۰۱۶) کارآفرین، سرمایه‌دار و مدیر ارشد اجرایی تایوانی بود، که در سال ۱۹۸۹ شرکت اوا ایر را تأسیس کرد.